# Reine Sakandé
Reine Sakande, née Kaboubie Reine Bertille Benao est députée à l’Assemblée nationale du Burkina Faso. Haut fonctionnaire, elle est par ailleurs coordonnatrice du Réseau des parlementaires pour la promotion et la protection des droits des enfants et députée au Parlement de la CEDEAO dans lequel elle exerce la fonction de présidente de la Commission Genre, Promotion de la Femme et Protection sociale.

## Biographie
Reine Sakande a fait ses études primaires à Bougnounou dans la province du Ziro, puis le premier cycle du secondaire au CEG de Léo jusqu’en 3e où elle obtient le BEPC. Elle s'oriente ensuite en série D au collège Joseph Moukassa de Koudougou. Parallèlement, elle passe plusieurs concours de la fonction publique. Très vite, elle est admise au concours des enseignants et se rend à Ouagadougou pour sa formation au Cours normal des jeunes filles. Elle enseignera dans plusieurs écoles primaires de Ouagadougou, de 1985 à 1996.
Elle abandonnera finalement l'enseignement pour l’administration en servant tout d'abord comme attachée de presse au ministère chargé des Relations avec le Parlement de 1997 à 2001, et directrice de la communication et de la presse au ministère de l’Administration territoriale et de la Décentralisation (2001-2003). Après six ans comme communicatrice, Reine Sakande est nommée directrice de la Promotion de la solidarité nationale au ministère de l’Action sociale et de la Solidarité nationale, où elle proposera l'institution du « mois de la solidarité nationale ». 
En 2006, pour favoriser l'évolution de sa carrière professionnelle, elle retourne à l’École nationale d’administration et de magistrature (ENAM) pour une formation de deux ans à la fin de laquelle elle sort major de sa promotion avec le titre de conseiller d’administration scolaire et universitaire.
À sa sortie, elle est affectée au ministère de l’administration territoriale où elle occupera le poste de directrice de la coopération décentralisée jusqu'en 2011. Elle sera portée pendant cette période à la tête du réseau des directeurs de la coopération décentralisée francophone. 
En 2011 avec la création du ministère des Réformes politiques, Reine Sakande est nommée chargée de mission au sein du nouveau ministère. Deux ans plus tard, elle est appelée pour redynamiser le Conseil national de lutte contre la pratique de l’excision (CNLPE). Elle occupera le poste de secrétaire permanente du CNLPE jusqu'en 2014 puis se fais élire comme députée à l’issue des élections législatives de novembre 2015 pour le compte du Mouvement du peuple pour le progrès (MPP), parti qu’elle a rejoint après l’insurrection populaire qui a conduit à la chute du régime de Blaise Compaoré.
Au niveau du parlement, Reine Sakande assume plusieurs responsabilités entre 2015 et 2020 : elle est membre de la commission Finances et budget (COMFIB), coordonnatrice du Réseau des parlementaires burkinabè pour la promotion et la protection des droits des enfants (REPRODEN) ; Présidente de la Commission Genre, Promotion de la Femme et Protection Sociale du parlement de la CEDEAO ; Présidente du Groupe d’amitié Suède-Burkina Faso ; trésorière du Réseau des parlementaires burkinabè de lutte contre la corruption.
Au niveau associatif, elle préside le groupe national PGA (Parliamentarians for global action). Elle est également membre de l’association « Ensemble contre la peine de mort », du Réseau des parlementaires burkinabè pour la lutte contre la corruption et de plusieurs autres réseaux parlementaires dont le caucus genre. Elle est aussi secrétaire nationale de SOS CIVISME/Burkina et administratrice de Global Local Action (GLF). 
Au niveau local, elle préside l’association Zany Betty (« le bienfait n’est jamais perdu », en langue gourounsi).
Né en 1963, Kaboubie Reine Bertille Sakandé/Bénao est mariée et mère de deux enfants. Elle est par ailleurs chevalier de l’ordre national depuis 2011.